# دختر گالویایی (ترانه اد شیرن)
«دختر گالویایی» (انگلیسی: Galway Girl) ترانه‌ای است که توسط خواننده و ترانه‌نویس انگلستانی اد شیرن ضبط شده‌است. این ترانه در ۱۷ مارس ۲۰۱۷ به عنوان سومین تک‌آهنگ ÷ توسط آتلانتیک رکوردز منتشر شد. ترانه وارد جدول فروش موسیقی ۳۱ کشور جهان شد و به رتبه‌های برتر جدول‌های استرالیا، بریتانیا، ایرلند، ایسلند و دانمارک رسید.
این ترانه در ۱۳ کشور دارای گواهی پلاتین یا مولتی-پلاتین است.